# XCache
XCache ist ein alternativer Open-Source Laufzeit-Beschleuniger für die Scriptsprache PHP, der von mOo, einem Lighttpd-Entwickler erstmals 2006 veröffentlicht wurde. Der Fokus liegt insbesondere auf der Stabilität. Durch den Einsatz verkürzt sich die Aufbauzeit einer Website, da XCache den kompilierten PHP-Code im Arbeitsspeicher optimiert zwischenspeichert.
Der Source- sowie der Binärcode für Unix-, Linux- und Windows-Systeme steht auf der offiziellen Website des Projektes zum freien Download zur Verfügung.

## API
Neben der Basis-Funktion als Bytecode-Cache stellt XCache außerdem eine PHP-API zur Verfügung, mit der es (u. a.) möglich ist Variablen zwischenzuspeichern. Ressourcen, Callbacks und Objekte werden jedoch nicht unterstützt.